# Flower Island
Pour plus de détails, voir Fiche technique et Distribution.
Flower Island (꽃섬, Ggot seom) est un film dramatique sud-coréen réalisé par Song Il-gon et sorti en 2001. Il s'agit du premier long métrage du réalisateur. Flower Island raconte l'histoire de trois femmes en quête d'une île légendaire où guérir leurs blessures psychologiques.
Le film a été présenté dans plusieurs festivals ; il a notamment reçu le « New Currents Award » lors de l'édition 2001 festival international du film de Busan et le prix du meilleur film à la Mostra de Venise 2001,.

## Synopsis

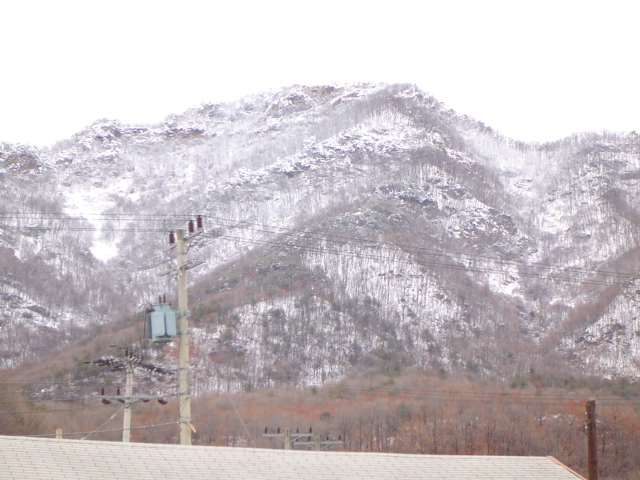
Le voyage des trois femmes débute en pleine montagne.

Le film est découpé en trois parties. Dans la première partie, trois femmes avec d'importantes blessures psychologiques sont présentées : Oak-nam (Ju-hie Seo), une adolescente qui pratiqué un avortement sur elle-même dans des toilettes publiques, Yu-jin (Yu-jin Lim), une chanteuse diagnostiquée d'un cancer de la gorge en phase terminale et Hye-na (Hye-na Kim), une prostituée qui décide de sortir du milieu après la mort d'un client âgé dans son lit. Dans la deuxième partie, l'adolescente et la prostituée se rencontrent alors qu'elles cherchent à rejoindre une île réputée avoir des vertus de guérison ; alors que le bus dans lequel elles voyageaient s'arrête en pleine montagne, elles doivent continuer le chemin à pied et rencontrent et sauvent la chanteuse qui tentait de se suicider dans sa voiture, garée en montagne en plein hiver. 
Les trois femmes se lancent ensemble dans leur recherche de l'île et sont aidées dans leur quête par un groupe gay en tournée. Au fil des rencontres inattendues, le voyage panse peu à peu leurs plaies. Dans la dernière partie, les personnages sont dans un bateau qui se rend sur l'île. 

## Fiche technique
- Titre : Flower Island
- Titre original coréen : 꽃섬
- Titre coréen romanisé : Ggot seom
- Réalisateur : Song Il-gon
- Scénario : Song Il-gon
- Société de production : CN Film
- Photographie : Kim Myeong-joon (en)
- Montage : Moon In-dae
- Musique : Roh Young-sim, Lee Jae-jun, Jeong Jae-il
- Pays d'origine : Corée du Sud
- Format : couleurs - 35 mm
- Genre : Drame
- Durée : 115 minutes
- Langue : coréen
- Dates de sortie : 
  -  Corée du Sud : 24 novembre 2001 (au festival international du film de Busan)
  -  Pays-Bas : 24 janvier 2002 (au festival international du film de Rotterdam)
  -  Argentine : 19 avril 2002 (au festival international du cinéma indépendant de Buenos Aires)

## Distribution
- Ju-hie Seo : Oak-nam
- Yu-jin Lim : Yu-jin
- Hye-na Kim : Hye-na
- Hyeon-jin Baek
- Byung-ho Son

## Accueil
Le film a été projeté dans de nombreux festivals où il a reçu plusieurs récompenses. Lors de l'édition 2001 du festival international du film de Busan, Flower Island remporte le « New Currents Award », la plus haute récompense du festival. À la Mostra de Venise 2001, le film remporte le prix « CinemAvvenire » qui récompense le meilleur premier film. Au festival international de films de Fribourg, le film est salué du prix FIPRESCI.
Song Il-gon affirme avoir voulu placer les femmes au centre de l'intrigue : les trois personnages principaux sont des femmes ; dans le film, la femme coréenne est, selon lui, une figure du sacrifice et du silence. Le rythme de Flower Island est lent et souvent axé sur la contemplation ; la bande originale composée par Roh Young-sim, Lee Jae-jun et Jeong Jae-il est saluée. La façon de traiter certains thèmes, notamment l'homosexualité masculine, inscrit le film dans un certain courant du cinéma coréen abordant les orientations et pratiques sexuelles sans distinction.